# New Journal of Chemistry
New Journal of Chemistry, скорочено New J. Chem. — щомісячний рецензований науковий журнал, який публікує дослідження та оглядові статті з усіх аспектів хімії. Журнал видається Королівським хімічним товариством від імені Французького національного центру наукових досліджень (CNRS). Його було засновано як Nouveau Journal de Chimie у 1977 році, а нинішню назву він отримав у 1999 році. Головними редакторами є Деніз Парент (CNRS) і Сара Рутвен (RSC). Відповідно до Journal Citation Reports, імпакт-фактор журналу на 2020 рік становить 3,591.

## Типи статей
- Наукові праці: які містять оригінальні наукові роботи, що раніше не публікувалися
- Листи: оригінальна наукова робота, яка має терміновий характер і раніше не публікувалась
- Перспективи: запрошені молоді вчені - лауреати нагород, які представляють свою роботу та ідеї у контексті робіт інших
- міжгалузеві дослідження